# Sjabbat

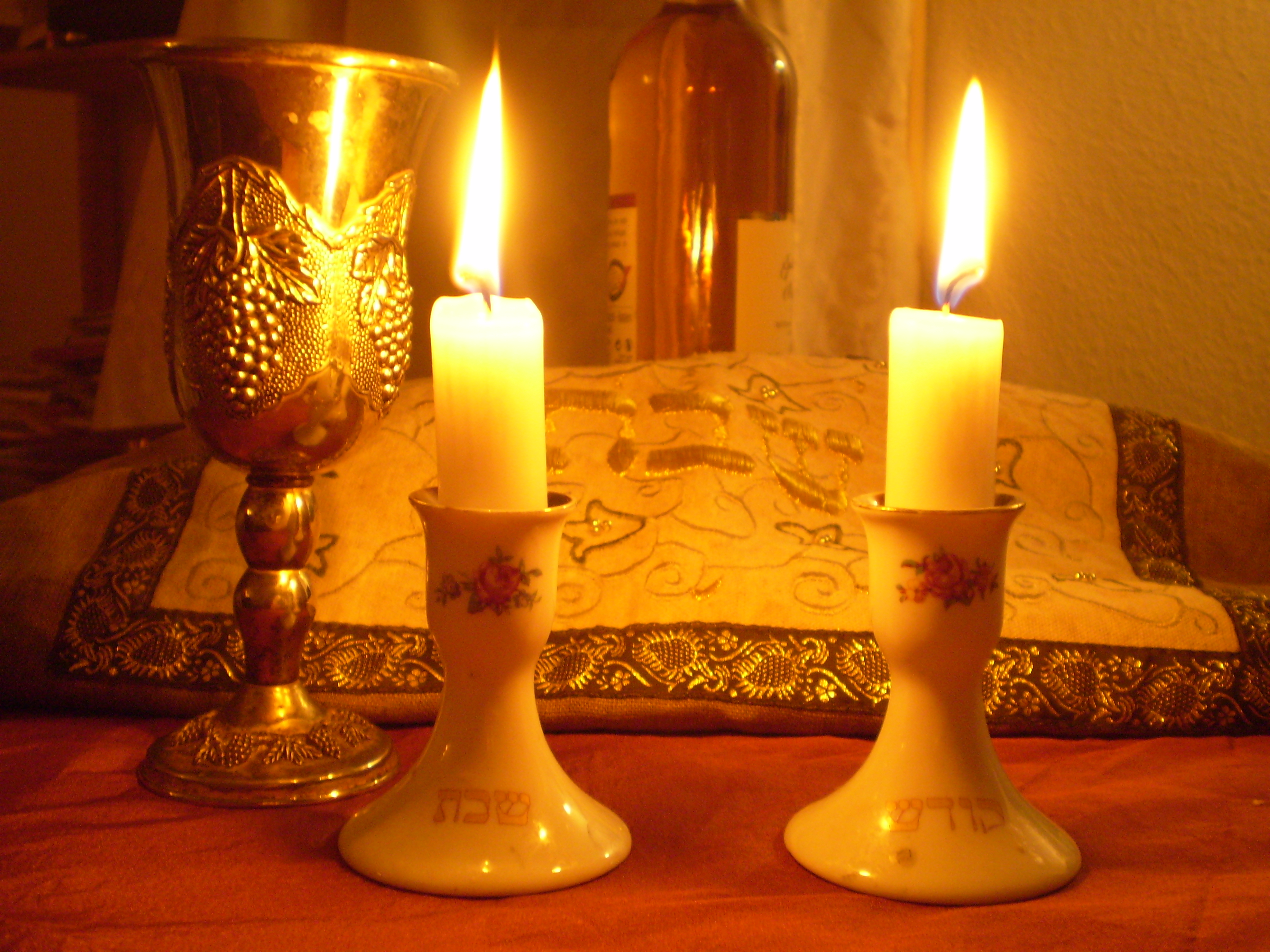
Sjabbatkaarsen met kidoesjbeker en challekleed

De sjabbat (Hebreeuws: שַׁבָּת), ook sabbat, sjabbes of sjabbos (Asjkenazische / Jiddische uitspraak), is de wekelijkse rustdag in het jodendom. Sjabbat vindt plaats vanaf vrijdagavond en duurt tot zaterdagavond. De zaterdag is de zevende dag van de joodse week en dient volgens de voorschriften in de Tenach in de eerste plaats te worden gevierd door een onthouding van alle arbeid. Volgens het eerste boek van de Thora – Genesis – rustte God op deze dag uit van Zijn schepping die Hij in de zes dagen daarvoor tot stand had gebracht.

## Betekenis en duur
De sjabbat begint op vrijdagavond met zonsondergang en eindigt ongeveer 25 uur later, op zaterdagavond als er drie middelgrote sterren aan de hemel te zien zijn. Vroeger bepaalde men deze tijdstippen aan de hand van het zichtbaar worden van drie sterren in de donker wordende lucht, of gebruikte men een zogenaamde Sjabbatklok. Tegenwoordig zijn hiervoor nauwkeurige tabellen en ook op internet kunnen voor de gehele wereld halachische (joods-wettelijke) tijden worden gevonden.
Er zijn historisch gezien twee tijden waarop de sjabbat kan eindigen. Volgens Maimonides, rabbijn Mosjé ben Maimon (Rambam), eindigt de sjabbat zodra het volledig donker is. Volgens Rabbeenoe Tam eindigt de sjabbat pas een stuk later. Vooral chassidische joden houden sjabbat tot 'Rabbeenoe Tam', zoals dit bekendstaat.
De sjabbat is in de joodse religie een van de tekens van het verbond tussen God en het Joodse volk. De viering van de sjabbat is voorgeschreven in de Tien Geboden. Aan het ingrijpende voorschrift van Sjemot/Exodus 35:3 dat men geen vuur mag ontsteken, wordt strikt de hand gehouden door zowel religieuze als traditionele joden.
De sjabbat en Rosj chodesj, het nieuwemaansfeest, behoren in de Tenach tot de regelmatig terugkerende feesten. De sjabbat sluit elke week af, terwijl Rosj chodesj het begin van de nieuwe maanmaand aangeeft. Het kan gebeuren dat de sjabbat valt op het begin van de nieuwe maan.

## Verloop van een traditionele sjabbat

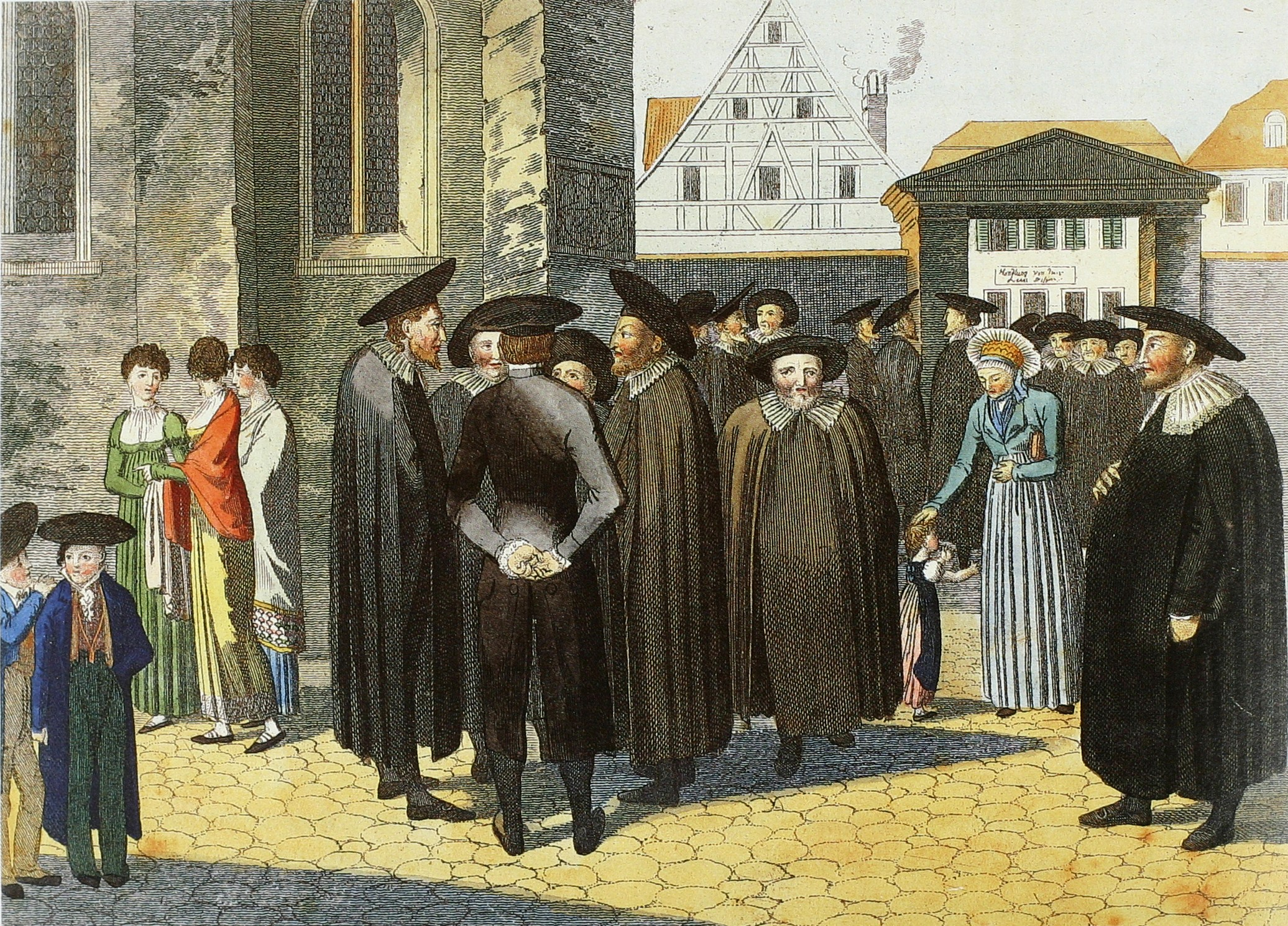
De mannen op sjabbat bij de synagoge, een afbeelding uit Duitsland in de 18de eeuw

De beschrijving hieronder is de orthodoxe manier van viering van de sjabbat.

### Voorbereiding
Als voorbereiding van de sjabbat moet alles al klaargezet zijn voor de viering. Omdat er tijdens de sjabbat niet gewerkt mag worden, dus ook niet gekookt, staan alle levensmiddelen geheel bereid al klaar.

### Vrijdagavond
Vlak voor het begin van de sjabbat steekt de vrouw in het huis de sjabbat-kaarsen aan. Dit zijn minstens twee kaarsen; veel gezinnen hebben het gebruik voor ieder kind nog een kaarsje aan te lichten. Een gezin met vijf kinderen zou dus zeven kaarsen aansteken.
Daarop vertrekt de man met zijn kinderen naar de synagoge, waar eerst het middaggebed (mincha) wordt gebeden. In het liberale jodendom gaat ook de vrouw des huizes naar de sjoel. Daarna volgt de kabbalat sjabbat-dienst, waarbij verschillende psalmen worden gezegd en een traditioneel lied, Lecha Dodie, wordt gezongen. Dan volgt soms een toespraak door een rabbijn, gevolgd door het avondgebed, ma'ariew. Aan het eind van de dienst wensen alle aanwezigen elkaar hartelijk "sjabbat sjalom". Een belangrijk verschil met een christelijke kerkdienst is dat er geen rabbijn aanwezig hoeft te zijn. Wel moeten er voldoende mannen aanwezig zijn, dit wordt een minjan genoemd.
Als de gezinsleden weer thuiskomen, wordt elk kind door de ouders gezegend, door de handen op het hoofd van het kind te leggen en de priesterzegen uit te spreken, ontleend aan Numeri 6:24-26. Daarna begint de sjabbatavondmaaltijd. Voor het begin van de maaltijd worden er liederen gezongen: Sjalom aleechem en Eesjet Chajiel, waarna de kidoesj wordt gereciteerd bij een overvolle beker wijn, want bij de Sjabbat is men niet zuinig. Daarna overgieten alle aanwezigen hun handen met water. Er wordt dan niet gesproken, totdat het kleedje van de galle-broden is afgenomen en het brood verdeeld is. Daarna begint de feestelijke maaltijd. Bij warm weer gaan veel mensen 's avonds nog even wandelen; in orthodox-joodse wijken in Jeruzalem zijn de straten op sjabbat afgesloten voor auto's en kunnen de kinderen ongestoord op straat spelen.

### Zaterdag

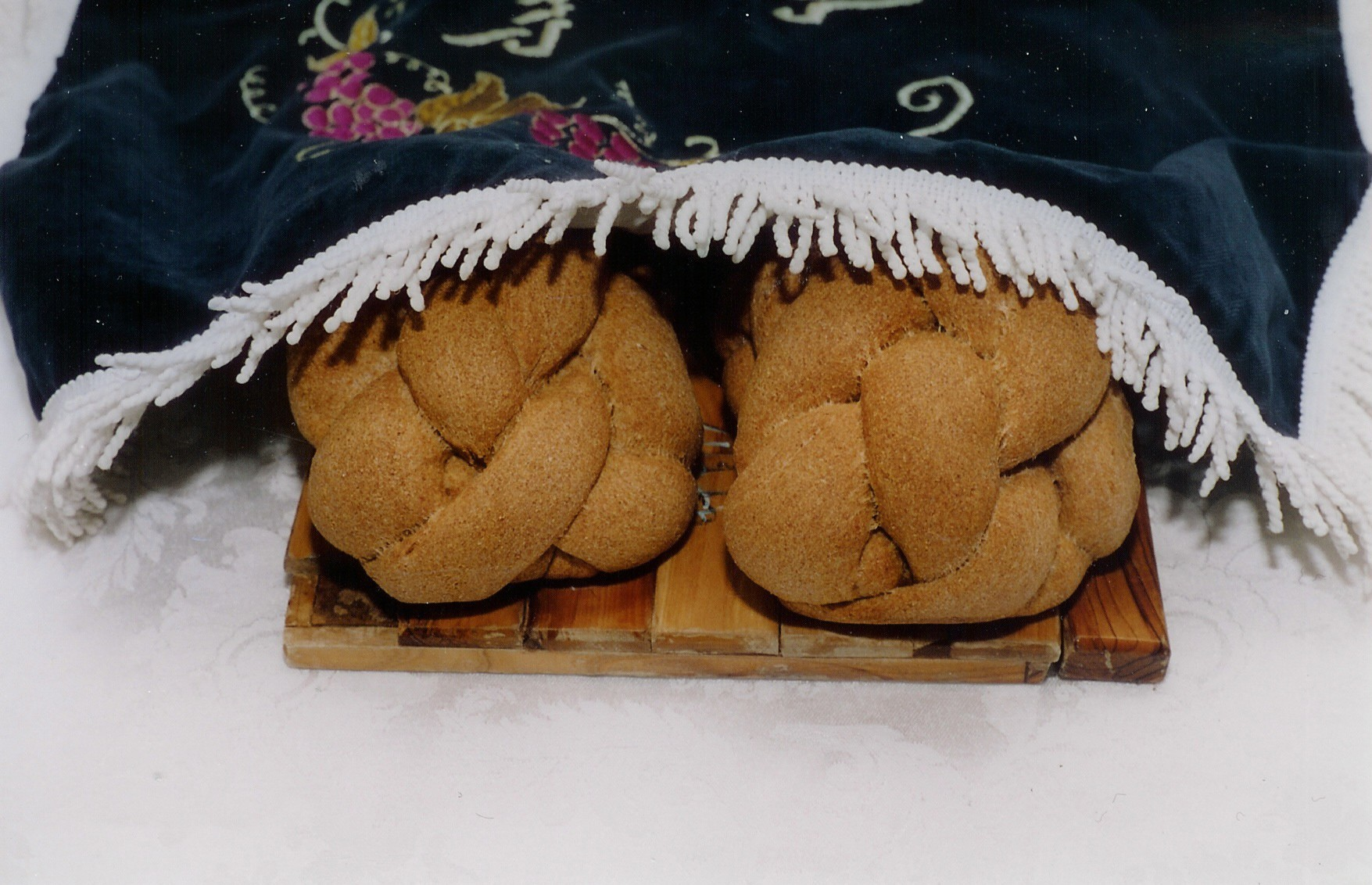
Challot (broden)

's Ochtends gaan de man en de zonen, en in de meeste gezinnen (soms op een iets later tijdstip, in verband met jonge kinderen thuis die niet alleen kunnen zijn) daarna ook de vrouw naar de ochtenddienst. Veel synagoges beginnen om 8 uur 's ochtends met het sjachariet, dat op de ochtend van sjabbat twee tot drie uur duurt.
Daarna heeft het gezin rust en volgt rond het middaguur de kidoesj van de ochtend en de uitgebreide sjabbatmaaltijd. Daarna neemt men wat rust, leert men, leest men, en in de namiddag gaan de mannelijke gezinsleden naar de middagdienst, mincha, waarbij op sjabbat een deel van de Thora wordt gelezen. De Thora is in 54 afdelingen (sidra of parasja) verdeeld, zodat elke sjabbat zijn eigen deel heeft, ook in de schrikkeljaren volgens de joodse kalender. In een jaar wordt de hele Thora gelezen. In korte jaren worden sommige parasja samengevoegd. Bij een bar mitswa leest de jongen die het betreft uit de Thora voor.
Tijdens de dienst in de synagoge krijgen bepaalde mannen een erefunctie, bijvoorbeeld voor het openen en sluiten van de kast waarin de Thorarollen bewaard worden. Daarnaast is er in de synagoge een gabai, die alle taken organiseert, een chazzan die goed kan zingen en de psalmen en gebeden zingt, de baäl koree, die de Thora voorleest op de voorgeschreven melodie. Dit moet foutloos gebeuren, hetgeen moeilijk is omdat de Thora geschreven is zonder klinkers. Er worden gemeenteleden opgeroepen om naast hem te staan en om onhoorbaar mee te lezen. Traditioneel wordt eerst een koheen (afstammeling van Aharon, de eerste hogepriester) en daarna een Levi opgeroepen, dan pas andere leden. Ten slotte is er de maftier, die de afsluitende haftara voorleest, een ander deel uit de Tenach, vaak uit de Profeten.
Na de haftara volgt optioneel een predicatie. Ten slotte volgt het moesaf-gebed, met gedeeltes die verwijzen naar de offers die vroeger in de Tempel gebracht werden.

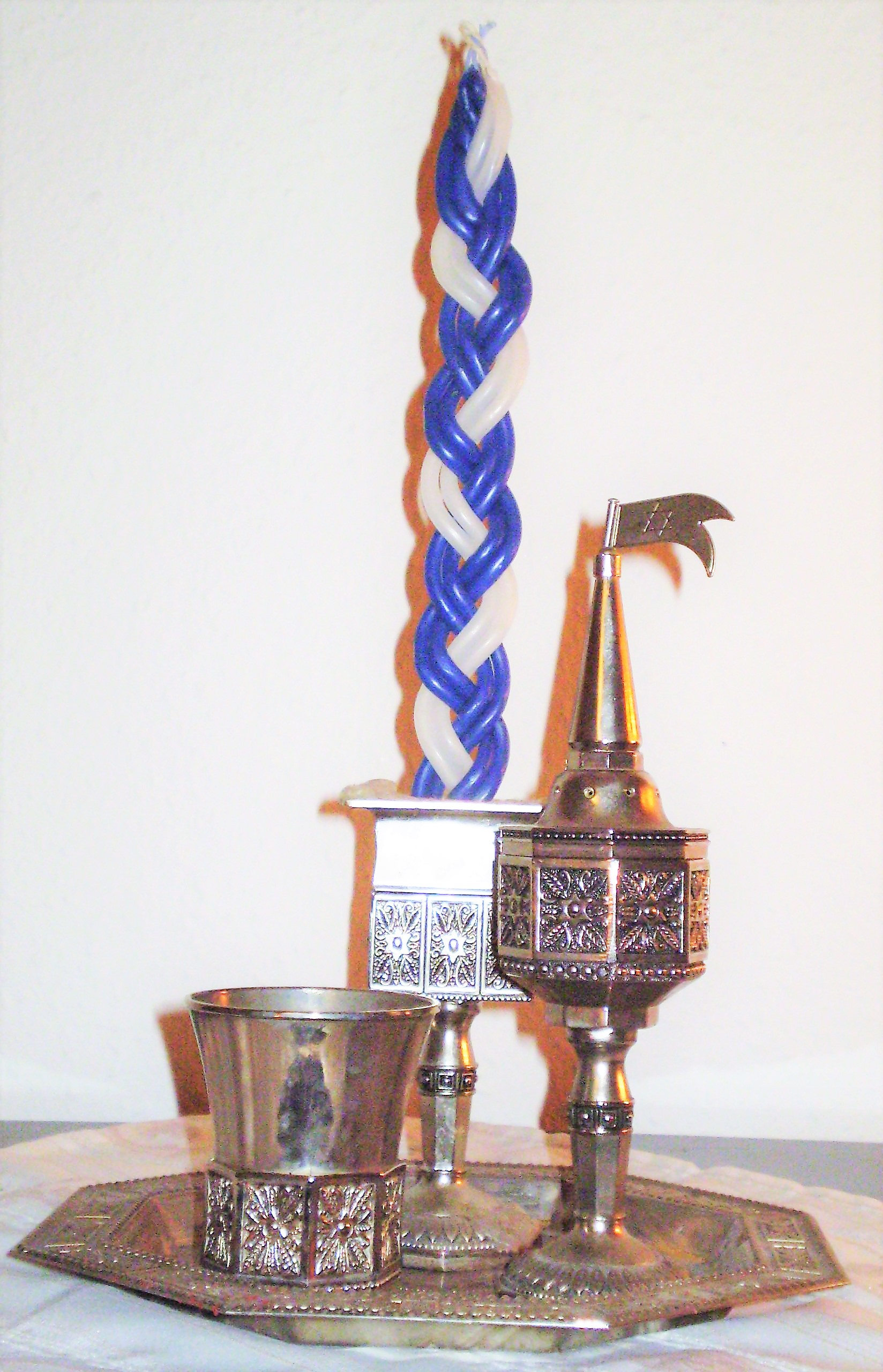
Benodigdheden voor de hawdala

Daarna wordt de verplichte derde maaltijd se'oedat sjliesjiet (ook bekend als sjalosj seoedos) gegeten. De derde maaltijd moet na mincha gegeten worden en men mag niet later dan een half uur voor het einde van de sjabbat aan deze maaltijd beginnen. De middag wordt ontspannen en gezellig doorgebracht.
Vervolgens gaan de mannelijke gezinsleden weer naar de synagoge, waar bij het uitgaan van de sjabbat, het avondgebed ma'ariew gebeden wordt. Thuis wordt vervolgens de hawdala-ceremonie voor het vaarwel zeggen van de sjabbat uitgevoerd, waarbij zegeningen over (liefst) een glas wijn, een gevlochten kaars met meerdere pitten. Een van de zegeningen wordt gezegd over geurende kruiden in een mooi busje. Iedereen ruikt aan de kruiden om de ziel kracht te geven om afscheid te nemen van de sjabbat. De resterende wijn wordt in een speciaal hawdalabord gegoten en de kaarsen worden daarin gedoofd. Hierbij is in de regel het hele gezin aanwezig.

## Werkverbod
De huidige orthodoxe invulling van de sjabbat is gestoeld op de Thora en verder uitgewerkt in de Talmoed. De schrijvers van de Talmoed zagen een verband tussen de term 'werk' zoals de Thora die bij de bouw van de mishkan (=het tabernakel) gebruikt, en de term 'werk' zoals die bij het verbod op het verrichten van werk op sjabbat gebruikt wordt. Dit is de term melacha. Daaruit volgt dat die activiteiten die voor de bouw van de tabernakel verricht moesten worden, op sjabbat niet zijn toegestaan. Zie voor een lijst van deze 39 vormen van 'werk' het gelijknamig artikel.
Enkele activiteiten die volgens de joodse wet (= Halacha) op sjabbat verboden zijn onder de noemer melacha (deels tevens onder de noemer van de verboden om vuur te ontsteken of te doven):
- een lichtknopje gebruiken om het licht aan of uit te doen (het licht mag wel uit- en aangaan met vooraf ingestelde tijdschakelaars, en ook is soms een niet-jood, shabbos goy genoemd, behulpzaam);
- een auto gebruiken;
- vuur aansteken of voedsel koken op een brandend vuur;
- schrijven;
- geld of waardepapieren dragen of aanraken;
- artikelen, met uitzondering van kleding, buitenshuis dragen op welke manier dan ook, buiten de eroev. Een eroev is een speciale omheining waardoor het gebied binnen die omheining als gemeenschappelijke woning geldt. Rond Amsterdam en Antwerpen ligt er bijvoorbeeld een. Overigens zijn er ook verschillende interpretaties van de regels, waardoor men zonder eroew wel bijvoorbeeld een huissleutel en een identiteitsbewijs kan meedragen, mits in een hoed, riem of schoen, of om de nek[2];
- muziekinstrumenten bespelen;
- elektrische apparaten van welke soort dan ook bedienen, zoals een computer of telefoon; er bestaan speciale sjabbatliften die men kan gebruiken zonder ze te bedienen. Deze liften stoppen op elke etage.

Het bovenstaande komt erop neer dat men geen (her)scheppende activiteiten mag ondernemen, zoals iets voorbereiden (ploegen), beginnen (zaaien), afmaken of er de vruchten van plukken (oogsten).
Orthodoxe joden houden zich strikt aan deze regels; andere, liberale, joden houden zich soms aan een deel ervan, maar de meeste moderne joden houden zich niet meer aan al deze regels.

### Toegestane activiteiten
De volgende activiteiten worden aangemoedigd op sjabbat:
- De sjabbat doorbrengen met de eigen directe familie;
- Bezoek aan 'sjoel' (synagoge) voor de vier gebedsdiensten rond sjabbat;
- Familie en vrienden bezoeken (op loopafstand);
- Gasten ontvangen (op grond van de plicht voor hachnasas orchim, "gastvrijheid");
- Zemiros (zemirot) (liederen) zingen, in het bijzonder de liederen voor de sjabbatmaaltijden (gewoonlijk gezongen tijdens of na de maaltijd);
- Lezen, bestuderen en bediscussiëren van Thora. Daaronder valt ook het commentaar erop, en tevens op de Misjna en Talmoed, Halacha en Midrasj;
- Geslachtsgemeenschap met de eigen echtgenoot/echtgenote, in het bijzonder op vrijdagavond. (De Sjoelchan Aroech omschrijft dit als een "dubbele mitzwa," omdat het voortplanting combineert met het vieren van de sjabbat, die beide beschouwd worden als voorgeschreven door de Thora.)

### Overtreden van de sjabbat
Op het overtreden van de sjabbat door middel van het doen van een melacha staat in de Thora de doodstraf. Het jodendom past de doodstraf echter al niet meer toe sinds het grote Sanhedrin van 71 geleerden niet meer bestaat. Het Sanhedrin werd verboden door de Romeinen na het overlijden van de laatste voorzitter, Gamliel VI, rond het jaar 425 na Chr. Ook voor die tijd werd de doodstraf in het jodendom slechts sporadisch voltrokken; de term 'doodstraf' wordt voornamelijk gebruikt om de ernst van een verbod te benadrukken.
In het orthodox jodendom mag het gebod om sjabbat te houden dan ook absoluut niet geschonden worden. Enkel een daartoe gekwalificeerde rabbijn mag beoordelen wanneer de sjabbat geschonden mag worden. De enige situatie waarin iedere jood de sjabbat mag en zelfs moet schenden, is wanneer het leven van een ander persoon in gevaar is.
Een voorbeeld van de ernst van het verbod op het overtreden van de sjabbat is dat het verboden is om op sjabbat de brandweer te bellen wanneer iemands huis in brand staat. Dit is enkel toegestaan wanneer door het niet bellen van de brandweer levens in gevaar zouden kunnen komen. Een flatgebouw of rijtjeshuis wordt altijd gezien als plek waar levensgevaar zou kunnen ontstaan, gezien de vele aan elkaar gekoppelde huizen. Wie echter in een vrijstaand huis leeft, mag dus op sjabbat niet de brandweer bellen tenzij er werkelijk levensgevaar bestaat. Omdat in een orthodox joods gezin geen vuur aangestoken wordt tijdens de sjabbat, is de kans op brand echter uitermate gering.

### Sjabbatsreis
Een sjabbatsreis is de afstand van Jeruzalem naar de Olijfberg: 1200 meter. Het is de maximaal toegestane afstand die gelopen mag worden op de sjabbat.

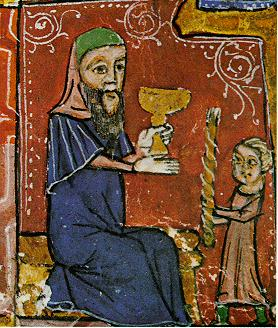
De hawdalaceremonie, een afbeelding uit het Spanje van de 14e eeuw

## Liberale visie
In het orthodoxe jodendom is de sjabbat een van de meest fundamentele onderdelen van zowel het geloof als de dagelijkse praktijk. Veel van de procedures die voor orthodoxe joden op sjabbat van fundamenteel belang zijn, zoals het maken van hawdala en kiddoesj of het vermijden van melacha en het enkel dragen van lasten binnen een eroew, zijn echter voor niet-orthodoxe joden minder van belang. Zij gaan soepeler met deze wetten om, maar ook zij zien sjabbat als een feestdag en ook zij houden op sjabbat rust, hoewel niet zo volledig en letterlijk als de orthodoxe joden. De meeste liberalen gaan slechts één keer op sjabbat naar de synagoge. Maar er zijn ook liberalen die de sjabbat in praktische zin behandelen zoals christenen hun zondag zien: de zogenaamde reformjoden.
Bij de Thoralezing doorheen het jaar wordt 1/3 deel van een parasja gelezen, zodat het gehele lezen van de Thora 3 jaar duurt.
Een moderne trend in het reformjodendom is om de zaterdagochtenddienst, traditioneel de langste en meest belangrijke synagogedienst, die circa twee tot drie uur duurt, niet meer te houden en in plaats daarvan enkel op vrijdagavond een dienst te houden die slechts een half uur duurt. In liberaal-joodse gemeenten is de opkomst op zaterdagochtend echter groter dan op vrijdagavond. Zij houden dan ook minimaal twee diensten per week. Het orthodoxe jodendom heeft 22 diensten per week; het aantal diensten dat gezamenlijk in de synagoge wordt gehouden wisselt per synagoge (overige gebeden worden door iedere gelovige individueel thuis of elders gedaan).

## Etymologie, spelling en uitspraak
Het Hebreeuwse woord sjabbat is afgeleid van de stam lisjbot (=rusten), en betekent letterlijk rust. Het is op geen enkele manier verwant aan het cijfer zeven. Het concept vond een vroege voorganger in het Babylonische sabattu, waar ook het woord vandaan komt.
In het jodendom worden verschillende uitspraken gebruikt. In het modern Israëlisch Hebreeuws zegt men sjabbat, met de klemtoon op de laatste lettergreep. Asjkenazische Joden, het grootste deel van de joodse gemeenschap in Nederland, zeggen sjabbes (Nederlands-Jiddisch) en sommigen sjabbos (=Oost-Europees Jiddisch), met de klemtoon op de eerste lettergreep.

### Sabbat en sjabbat
Het woord sabbat, de voor niet-joden bekende vorm van sjabbat, is in allerlei varianten in diverse talen zoals het Nederlands, Engels, Frans en Duits terechtgekomen. Dit komt vermoedelijk doordat het Koinè, een vorm van het Grieks, lange tijd de gemeenschappelijke taal was in het oostelijke deel van het Middellandse Zeegebied. In deze taal schreven de joden de Septuaginta, een Griekse versie van de Thora voor joden die het Hebreeuws niet meer machtig waren. Hierin wordt het Hebreeuwse שַּׁבָּת (sjabbat) geschreven als sabbaton wat werd nagevolgd in latere christelijke Griekse geschriften. De meeste christelijke Bijbelvertalingen baseren zich op de Septuaginta. De latere Latijnse Vulgaat, waarop ook veel Bijbelvertalingen zijn gebaseerd, gebruikt ook een vorm zonder 'sj': sabbatum.
Er zijn in het Hebreeuws verschillende letters die een s-klank hebben. Zie het Hebreeuws alfabet voor de juiste transliteratie. De letter sjien (ש) kan zowel voor sj (שׁ) als s (שׂ) staan; In de Hebreeuwse versie van de Tenach staat שַּׁבָּת, hetgeen met de sj-klank begint. In Nederlandse transcriptie levert dat de spelling sjabbat op.
Omdat in de Nederlandse Bijbelvertalingen sabbat is gebruikt, is dit woord breder onder de Nederlandse bevolking verspreid dan sjabbat. Joden gebruiken sjabbat, dat zo gespeld wordt in de Thora en later ook in de Tenach. Joden zien het gebruik en de uitspraak sabbat als typisch christelijk. Zo doet zich het merkwaardige feit voor dat een woord dat door niet-Joodse Nederlanders als typisch Joods wordt beoordeeld door de joden zelf als typisch christelijk wordt gezien.
Sinds eind 2005 staat de spellingswijze sjabbat in het Groene Boekje. Nederlandse joden spreken het woord uit als sjabbat of sjabbes. De uitspraak sjabbes (Engels: Shabbos) heeft als oorsprong de Asjkenazische uitspraak van het (klassiek) Hebreeuws. Hierin wordt de letter ת (T) wanneer daar geen stipje (dagesj) in staat uitgesproken als een s in plaats van als een t. Sefardische joden spreken een ת altijd als een t uit, ook wanneer de ת zonder dagesh geschreven is. De Sefardische uitspraak is de voornaamste bron van het hedendaags modern Hebreeuws.
Met name orthodoxe joden van Asjkenazische achtergrond gebruiken echter veelal de term shabbes. De Engelse schrijfwijze hiervan (shabbos) ligt in het feit dat de hedendaagse Asjkenazische orthodox-joodse cultuur vrijwel volledig geconcentreerd is op de Verenigde Staten en dat Engels in deze gemeenschap tegenwoordig als omgangstaal populairder lijkt te zijn dan Jiddisch en/of modern Hebreeuws.